# أندريه ألميدا (دراج)
أندريه ألميدا (بالبرتغالية: André Almeida‏) هو دراج برازيلي، ولد في 16 ديسمبر 1992.

## وصلات خارجية
- أندريه ألميدا على موقع الاتحاد الدولي للدراجات (الإنجليزية)
- أندريه ألميدا على موقع أرشيف الدراجات (الإنجليزية)
- أندريه ألميدا على موقع إحصائيات الدراجات الإحترافية (الإنجليزية)
- أندريه ألميدا على موقع نسبة الدراجات (الإنجليزية)